# Нур ад-Дин Махмуд
Аль-Малик аль-Адиль Нур ад-Дин Абу аль-Касим Махмуд ибн Имад ад-Дин Занги (1116—15 мая 1174) — тюркский атабек Халеба c 1146 года и Дамаска с 1154 года из династии Зангидов.

## Биография

### Начало правления
Нур ад-Дин Махмуд был вторым из четырёх сыновей Имадуддина Занги, атабека Алеппо. Он родился  11 февраля 1118 года в Алеппо. Другими сыновьями Занги были Сейфеддин Гази, Кутбеддин Мавдуд и Нусретуддин Амир-миран.
Махмуд получил хорошее образование, он умел писать, много читал, рассказывал хадисы и знал фикх. Он с юности участвовал в большинстве походов отца вместе с ним. 14 сентября 1146 года отец Махмуда был убит рабами при осаде замка Джабер.
Либо сообразив сам, либо по совету визиря Джамаледдина ибн аш-Шахразури, Нур ад-Дин снял с руки умершего отца кольцо с печатью, знак власти, заявив претензии на наследование. По совету друга Занги курдского эмира Ширкуха и при поддержке вали Алеппо эмира Савара Нур ад-Дин прибыл в Алеппо и занял его. В цитадели города Нур ад-Дин обнаружил треть сокровищ отца, остальное хранилось в цитаделях Синджара и Мосула. В Мосуле Занги наследовал старший сын. Эмирам удалось привезти Сейфеддина Гази из Курдистана и добиться от султана его назначения атабеком Мосула. Под контролем Махмуда оказались некоторые города Северной Сирии и Юго-Восточной Анатолии. В первое время ему помогал визирь Мукахидуддин Каймаз.
Баальбек был захвачен Имадеддином Занги у буридского атабека Дамаска в 1139 году и отдан в феодальное владение брату Ширкуха, Неджмеддину Айюбу, поступившему на службу к Занги в 1138 году. После смерти Занги новый правитель Дамаска осадил город. После нескольких дней осады, 6 ноября 1146 года, оставшись без воды, Неджмеддин Айюб был вынужден пойти на соглашение и сдать город в обмен на несколько деревень и выкуп. Таким образом, после смерти Занги город Баальбек перешёл к Буридам, а Неджмеддин Айюб поступил к ним на службу. Его брат Ширкух стал служить Нур ад-Дину Махмуду, но Нур ад-Дин потерял к нему доверие. Тем не менее, желая обезопасить начало правления, Нур ад-Дин связался с атабеком Дамаска и отправил к нему его раба, которого Занги захватил в Баальбеке. Атабек Дамаска в ответ передал Нур ад-Дину одного из убийц Занги, схваченного в Дамаске. В марте 1147 года Нур ад-Дин женился на одной из дочерей регента-визиря Муинеддина, а одному из советников Нур ад-Дина, аль-Ягисияни, передали Хаму, ранее захваченную правителем Дамаска.
Правитель Антиохии Раймонд де Пуатье узнал об убийстве Зенги уже через семь дней после появления Нур ад-Дина в Алеппо. Он послал два отряда: к Алеппо и к Хаме, признавшей сюзеренитет Нур ад-Дина. Но Ширкух вторгся на территорию Антиохийского княжества и дошёл до важной крепости Артах.
После смерти Занги в Эдессе возник заговор, и христиане написали Жослену, находившемуся в Тель-Башире. Жослен прибыл к городу и ночью по лестницам пробрался в город с отрядом. Мусульманский гарнизон укрылся в цитадели и послал за помощью к Суйфеддину Гази, но Нур ад-Дин прибыл ранее. Он за 6 дней добрался до Эдессы с осадными орудиями.
Нур ад-Дин организовал осаду с мангонелями и сапёрами. Ситуация в городу стремительно ухудшалась, начался голод, гарнизон из цитадели совершал вылазки в город. Жослен с небольшой свитой укрылся в одной из башен цитадели. Бург аль-Ма' (Водяная башня), а затем решил бежать.
Ночью от поджога в городе начался пожар, в суматохе Жослен со своими людьми бежал, многие горожане были пленены и проданы в рабство. Потеряв по пути часть спутников (в том числе Балдуина из Мараша) Жослен добрался до Самосаты, а Эдесса снова перешла в руки Нур ад-Дина. Уничтожение государства крестоносцев вызвало большой резонанс в Европе. Папа Евгений III провозгласил новый крестовый поход.
Взятие Эдессы, расположенной на границе территорий Мосула и Алеппо, имело большое значение для Нур ад-Дина. Город был присоединён к землям Алеппо, тогда как его отец Занги, захватив Эдессу, присоединил её к провинции Мосул.
Это привело к напряжённости между Нур ад-Дином и его братом, атабеком Мосула. Нур ад-Дин решил воздать Сейфеддину официальную дань уважения и отправить ему причитающуюся ему долю добычи. Наследники Занги имели общие проблемы: давление со стороны франков, Артукидов, Сельджукидов. Для защиты своих владений зангидам нужно было объединиться. Сайф ад-Дин сделал первый шаг и попросил о встрече. В согласованном месте у реки Хабур, увидев Сейфеддина, Нур ад-Дин спешился и поцеловал перед братом землю. Тот тоже спешился, поднял и обнял младшего брата. Братья договорились о разграничили сфер влияния и общих направлениях политики. Сейфеддин в Мосуле должен был противостоять Артукидов, курдам, сельджукскому султану и халифу аль-Муктафи. Нур ад-Дин в Алеппо должен был признавать сюзеренитет Сейфеддина и посвятить себя джихаду (борьбе с крестоносцами). Для этого ему надо было объединить Сирию. Нур ад-Дин решил захватить Дамаск.

### Крестовый поход
Потеря христианами Эдессы вызвала беспокойство в Европе и папа римский призвал к крестовому походу. Немецкий король Конрад III и французский король Людовик VII прибыли в Константинополь со своими войсками. Весной 1147 года Нур ад-Дин поддержал Муинеддина Унура в Авране. Вернувшись, Нур ад-Дин узнал о начале нового крестового похода. В конце мая, чтобы перерезать каналы сообщения Антиохии с севером, он захватил Артах и Африн. В ноябре 1147 года Нур ад-Дин захватил крепость Кафарлата, чтобы обезопасить путь к Хаме.
В районе Дорилея 26 октября 1147 года Конрад потерпел тяжёлое поражение . Лишь малая часть немецкой армии смогла бежать в Никею. Получив в Никее известие о поражении Конрада, Людовик предпочёл выбрать более безопасную дорогу. Он направился к южному побережью Анатолии более западным путём, следуя прибрежной дорогой, контролируемой Византией. Однако у перевала Казыкбели на горе Кадм 7 января 1148 года Людовик потерпел поражение. Франки смогли достичь Анталии и на кораблях отправились в Сирию.
В Антиохию Людовик прибыл в марте 1148 года. Раймунд де Пуатье, принц Антиохийский, просил его помочь с нападением на правителя Алеппо, Нур ад-Дина Махмуда, сына скончавшегося в 1146 году Имадеддина Занги. Это могло помочь вернуть Эдессу и обезопасить северные границы государств крестоносцев. Но Людовик проигнорировал его просьбу и решил направиться к Иерусалиму. Раймунд был вынужден вступить в союз с Али ибн-Вафой, лидером ассасинов и врагом Нур ад-Дина Махмуда. Месуд решил участвовать в разделе графства Эдесса, чтобы закрепиться в регионе. В 1148 году Месуд прибыл в Эдессу и решил захватить Мараш. Он попросил Нур ад-Дина Махмуда напасть на Раймонда с другой стороны. 29 июня 1149 года в битве при Инабе Нур ад-Дин победил Раймонда, тот вместе с Али бин Вафа были убиты, их армия разбита.
Весной 543 (1148) крестоносцы осадили Дамаск. Правители Дамаска обратились за помощью к Сейфеддину Гази, который вместе с Нур ад-Дином Махмудом отправился на помощь.
Жослен II, правитель Тель-Башира, воспользовался смертью владельца Мараша Раймонда, своего зятя, для захвата Мараша. Месуд вместе со своим сыном Кылыч-Арсланом захватил Мараш. После этого Месуд преследовал Жослена II, захватил несколько крепостей, а затем осадил Тель-Бешир.
Михаил Сириец писал: «Узнав о низвержении Жослина, султан Масуд вновь отправился и осадил Кишум, где находился /раньше/ франк Ринальд. В Телл-Башире обосновался малолетний сын Жослина, которого также звали Жослином. Увидев неисчислимые силы, жители Кишума повернули спины, отправили епископа Иоанна и получили от султана клятву, что те франки, кто пожелает, могут уйти в ’Айнтаб. Султан утвердился в Кишуме, Бет-Хесне, Ра’бане, Фарзмане и осадил Телл-Башир».
Но Месуд не стал захватывать город после того, как вмешался Нур ад-Дин Махмуд и попросил примириться с Жосленом II, потому что тот заявил о подчинении. Мир был заключён при условии, что Жослен II признаёт себя вассалом Месуда. В 1150 году Жослен нарушил мирный договор. В мае 1150 года Жослен попал в плен туркменам, которые продали его Нур ад-Дину Махмуду. Нур ад-Дин приказал заключить его в Цитадели Алеппо, де Жослен и пробыл 9 лет до своей смерти. Масуд воспользовался исчезновением Жослена II с политической сцены, двинулся на Кесун, и жители без боя передали ему город. Впоследствии султан легко захватил укреплённый Бехисни, замок Рабан и Мерцбан. Месуд оставил управление завоёванными местами своему сыну Кылыч-Арслану и вернулся в Конью.
При поддержке Нур ад-Диан Махмуда Месуд осадил Тель-Башир, они не смогли взять город, который защищали жена Жослена и его сын, Жослен III .
Поскольку жена Жослена II (и мать Жослена III) продала оставшиеся земли графства Византийской империи. Император Мануил получил земли Тель-Башира, Ар-Равандана, Самосаты, Далука и Аль-Биры. Но вскоре Мануил понял, что эти крепости — тяжкое бремя, поскольку требовалось множество усилий для их сохранения, учитывая их удалённость от центра империи и их расположение посреди мусульманских земель. Мусульмане, воспользовавшись ситуацией, начали наступление на указанные крепости, захватили их и разделили. Султан Масуд получил Мараш, Рабан, Кисум, Далук, Байт аль-Хосн и Айнтаб. Нур ад-Дин Махмуд и Фахреддин Кара Арслан так же увеличили свои территории. Графство Эдесса прекратило своё существование, а сельджуки Рума заняли территории к западу от Евфрата. В следующем 1151 году Нур ад-Дин Махмуд захватил Тель-Башир, а Месуд присоединил Айнтаб.
В Египте в тот период правил халиф аль-Адид из династии Фатимидов, однако реальная власть с конца XI века концентрировалась в руках визирей халифа. Некий претендент на должность визиря при аль-Адиде — Шевар ибн Муджир — был побеждён своим соперником Дирхамом ибн Амиром и бежал в Дамаск, где просил помощи у Нур ад-Дина. Атабек послал в Египет войско во главе с Асад ад-Дином Ширкухом ибн Шади и Шавер вновь стал визирем. В 1163 году Нур ад-Дин потерпел поражение от крестоносцев во главе с иерусалимским королём Амори I в битве при Аль-Букайе. В следующем 1164 году фатимидский визирь сговорился с королём Амори I против Нур ад-Дина. Крестоносцы изгнали войска Асад ад-Дина Ширкуха из Египта.

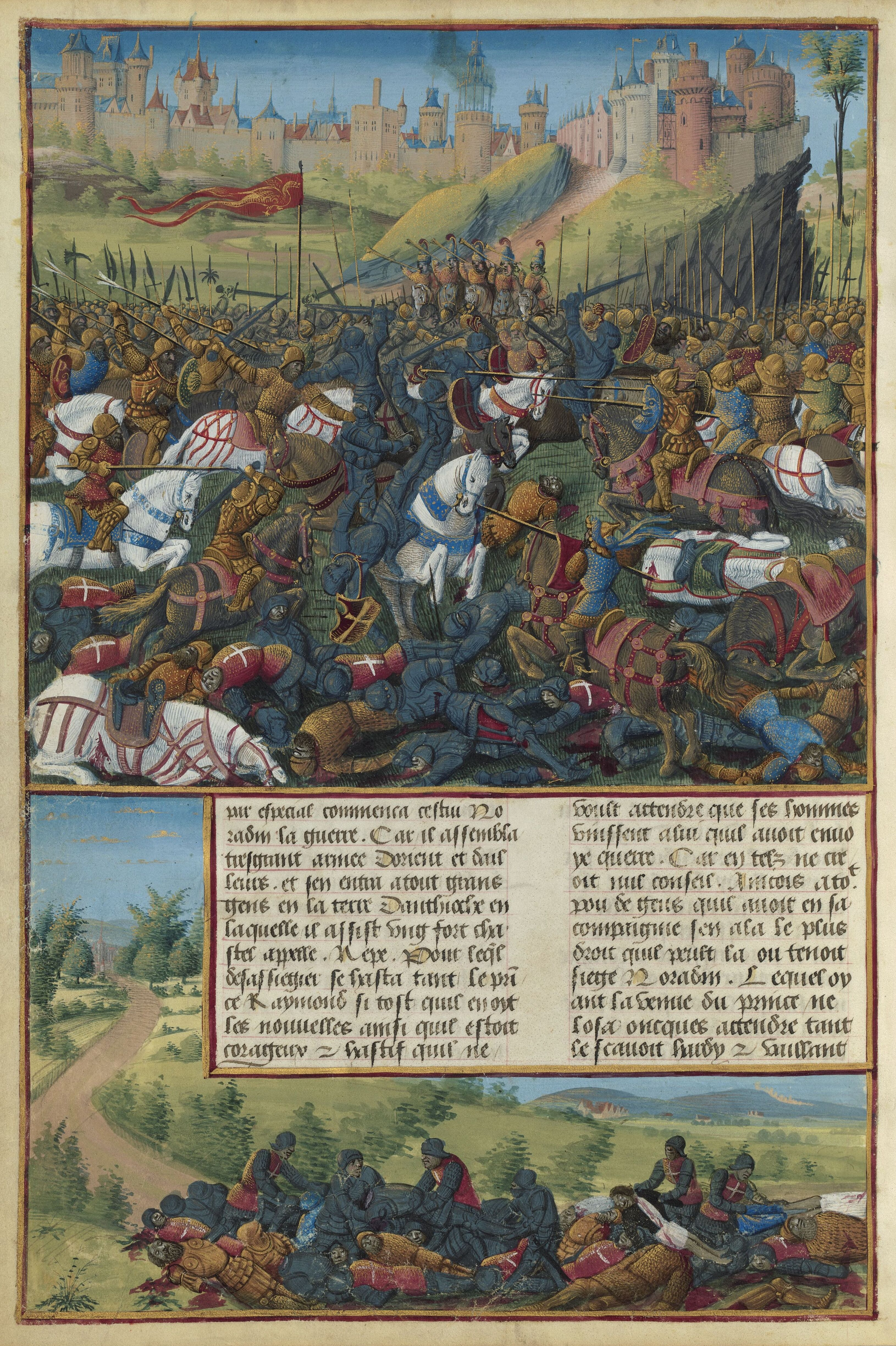
Битва при Инабе 29 июня 1149 г. Миниатюра Жана Коломба из книги Себастьена Мамро «Походы французов за море против турок, сарацин и мавров» (1474).

Попытка Асад ад-Дина Ширкуха захватить Александрию в 1167 году провалилась: объединённые войска Фатимидов и Амори I нельзя было одолеть. Но в следующем году крестоносцы взялись грабить своего богатого союзника и халиф аль-Адид попросил в письме у Нур ад-Дина защитить мусульман Египта. В 1169 году Асад ад-Дин Ширкух взял Египет, казнил Шавера и принял титул великого визиря. Так государства крестоносцев оказались в кольце владений Нур ад-Дина Махмуда ибн Занги и не могли более играть на противоречиях в стане мусульман.

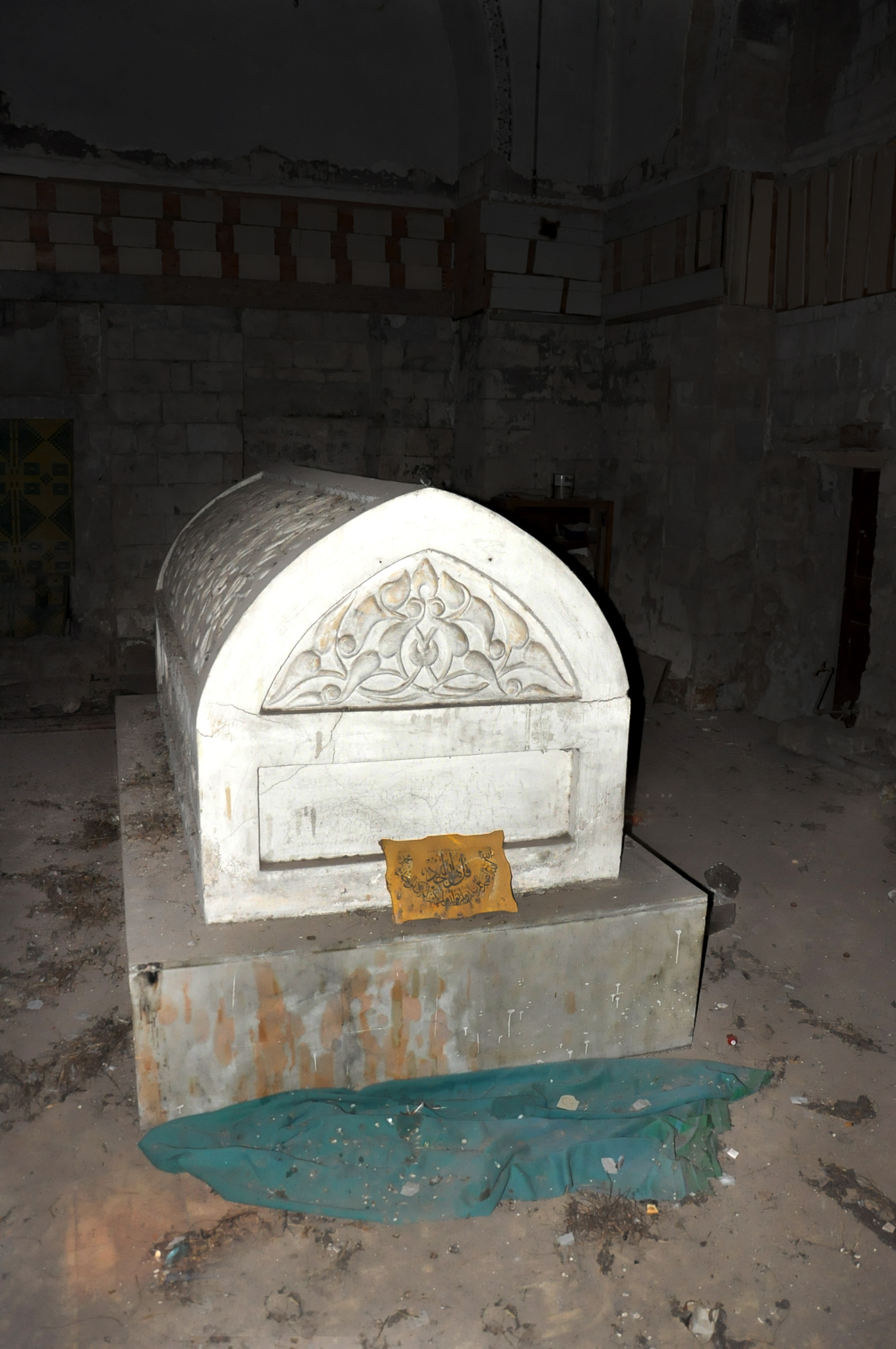
Гробница Нур ад-Дина в Дамаске

Асад ад-Дина Ширкуха сменил в 1169 году его племянник Салах ад-дин Юсуф ибн Айюб. Нур ад-Дина беспокоило усиление власти Салах ад-дина, объявившего себя в 1171 году султаном и причастного, по некоторым слухам, к смерти халифа аль-Адида. Эмир стал готовиться к вооружённому столкновению со своим вассалом, но в начале 1174 года скончался.
Именно Нур ад-Дин превратил мусульманский мир в силу, способную победить крестоносцев, а его политический наследник Салах ад-Дин (Саладин) стал тем, кто сорвал плоды победы.
«Я читал жизнеописания правителей прошлого, но не нашёл ни одного за исключением первых калифов, кто был бы так добродетелен и справедлив, как Нур ад-Дин». Это слова известного арабского историка Ибн аль-Асира, современника Нур ад-Дина Махмуда Занги.